# Ingvar de Fjädrundaland
Ingvar fue un caudillo vikingo de Suecia en el siglo VII, jarl de Fjädrundaland, según Heimskringla del escaldo islandés Snorri Sturluson.
Ingvar tenía dos hijos, Alf y Agnar. Un invierno durante los sacrificios de la fiesta de Yule, Alf e Ingjald, hijo del rey Anund, que tenían la misma edad, estaban jugando e Ingjald se dio cuenta de que era el muchacho más débil, se enojó y casi se puso a llorar. Fue llevado ante Svipdag el Ciego, jarl de Tiundaland y frente a la falta de hombría y fuerza, Svipdag consideró que aquello era una vergüenza y al día siguiente le dio a comer el corazón asado de un lobo. Desde aquel día, Ingjald se convirtió en un personaje feroz y con mal carácter.
Ingvar y sus hijos murieron quemados vivos en la matanza de los reyes, en la residencia de los siete reyes, suceso planificado por el infame Ingjald para colmar sus ambiciones territoriales y someter los reinos suecos bajo su única autoridad.